# 白山神社 (北上市相去町)
白山神社（はくさんじんじゃ）は、岩手県北上市相去町にある神社。旧社格は村社。

## 祭神
- 伊弉册美命（イザナミノミコト）
- 伊弉册岐命（イザナギノミコト）

## 歴史
平安時代前期、胆沢城築城の際、坂上田村麻呂により勧請し、創祀したと伝わる。
室町時代以降は高前壇舘主・和賀氏の氏神とされた。1591年（天正19年）の奥州仕置の際には伊達政宗が参詣した。
仙台藩（伊達氏）と盛岡藩（南部氏）との藩境が定まり、1711年（宝永8年）、仙台藩命によって創建。
1871年（明治4年）9月、明治新政府により村社に列す。創祀以来、相去を見下ろす高前壇の地に鎮座していたが、東北本線開通の1890年（明治23年）、現在地に遷座した。
2011年（平成23年）の東日本大震災では石鳥居の上部崩落、灯籠の倒壊等の被害があった。

## 現地情報
所在地
- 岩手県北上市相去町小糖沢1

交通アクセス
- 東北自動車道北上金ヶ崎ICより車8分
- 東北本線・東北新幹線北上駅より岩手県交通｢金ヶ崎町役場行｣で、「相去」下車。